# Чегодаев, Фёдор Кузьмич
Фёдор Кузьмич Чегодаев (21 февраля 1905, Красный Яр, Оренбургская губерния — 11 октября 1971, Илек, Оренбургская область) — снайпер-наблюдатель 595-го стрелкового полка 188-й стрелковой дивизии 11-й армии Северо-Западного фронта, старший сержант. Герой Советского Союза.

## Биография
Родился 21 февраля 1905 года в селе Красный Яр Кардаиловской волости Оренбургского уезда одноимённой губернии (ныне село входит в состав Илекского района Оренбургской области) в крестьянской семье. Член ВКП(б)/КПСС с 1943 года. Работал в колхозе.
В Красной армии в 1923—25 годах (4-я Туркестанская дивизия). Принимал участие в борьбе с басмачеством, был дважды ранен. С началом Великой Отечественной войны был повторно призван в ряды РККА, окончил школу снайперов в городе Бузулук. На фронте с декабря 1941 года.
Снайпер-наблюдатель 595-го стрелкового полка старший сержант Фёдор Чегодаев к маю 1942 года из снайперской винтовки уничтожил двести пятьдесят противников.
Указом Президиума Верховного Совета СССР «О присвоении звания Героя Советского Союза начальствующему составу Красной армии» от 21 июля 1942 года за «образцовое выполнение боевых заданий командования на фронте борьбы с немецкими захватчиками и проявленные при этом отвагу и геройство» удостоен звания Героя Советского Союза с вручением ордена Ленина и медали «Золотая Звезда».
В 1943 году демобилизован. Вернулся на родину — в Оренбуржье. Жил в селе Илек. Работал заведующим военным отделом Илекского райкома партии.
Скончался 11 октября 1971 года. Похоронен на Старом кладбище села Илек.
Награждён орденами Ленина, Красного Знамени, медалями.